# Котгайзеринг
Котгайзеринг (нем. Kottgeisering) — община в Германии, в земле Бавария. 
Подчиняется административному округу Верхняя Бавария. Входит в состав района Фюрстенфельдбрукк. Подчиняется управлению Графрат.  Население составляет 1593 человека (на 31 декабря 2010 года). Занимает площадь 8,21 км².